# Brazil uralkodók házastársainak listája

A Brazil Császárság címere

A brazil uralkodók házastársainak listáját tartalmazza az alábbi táblázat 1815-től 1889-ig, 1889-től címzetes császárnék.

## Brazil Királyság, 1815–1822

### Bragança-ház
| Képe                                                                                     | Címere                                                                                   | Neve                                                                                     | Apja                                                                                     | Születése                                                                                | Házassága                                                                                | Uralkodói hitvessé válása | Uralkodói hitvesi terminus vége                                                                                | Halála                                                                                   | Házastársa     |
| ---------------------------------------------------------------------------------------- | ---------------------------------------------------------------------------------------- | ---------------------------------------------------------------------------------------- | ---------------------------------------------------------------------------------------- | ---------------------------------------------------------------------------------------- | ---------------------------------------------------------------------------------------- | --- | --- | ---------------------------------------------------------------------------------------- | -------------- |
| Férje meghalt a trónra lépte előtt, uralkodása alatt nem volt uralkodói hitves 1815–1816 | Férje meghalt a trónra lépte előtt, uralkodása alatt nem volt uralkodói hitves 1815–1816 | Férje meghalt a trónra lépte előtt, uralkodása alatt nem volt uralkodói hitves 1815–1816 | Férje meghalt a trónra lépte előtt, uralkodása alatt nem volt uralkodói hitves 1815–1816 | Férje meghalt a trónra lépte előtt, uralkodása alatt nem volt uralkodói hitves 1815–1816 | Férje meghalt a trónra lépte előtt, uralkodása alatt nem volt uralkodói hitves 1815–1816 | Férje meghalt a trónra lépte előtt, uralkodása alatt nem volt uralkodói hitves 1815–1816                                                                   | Férje meghalt a trónra lépte előtt, uralkodása alatt nem volt uralkodói hitves 1815–1816                       | Férje meghalt a trónra lépte előtt, uralkodása alatt nem volt uralkodói hitves 1815–1816 | I. Mária       |
|                                                                                          |                                                                                          | Bourbon Sarolta királyné majd császárné                                                  | IV. Károly spanyol király (Bourbon-ház, Capeting-ház)                                    | 1775. április 25.                                                                        | 1785. június 9., Lisszabon eljegyzése 1790. január 9., Lisszabon házasságkötése          | 1816. március 20., Rio de Janeiro férje trónra lépése 1825. augusztus 29. férje elismeri fiukat, Pétert Brazília császárának, és felveszi a császári címet | 1822. október 22. férje trónfosztása Brazília királyaként 1826. március 10. férje halála Brazília császáraként | 1830. január 7.                                                                          | I. (VI.) János |

## Brazil Császárság, 1822–1889

### Bragança-ház
| Képe | Címere | Neve                                                              | Apja | Születése         | Házassága                           | Uralkodói hitvessé válása (koronázása) | Uralkodói hitvesi terminus vége | Halála              | Házastársa  |
| ---- | ------ | ----------------------------------------------------------------- | --- | ----------------- | ----------------------------------- | --- | --- | ------------------- | ----------- |
|      |        | Habsburg–Lotaringiai Mária Leopoldina császárné                   | II. Ferenc német-római és osztrák császár, I. Ferenc néven magyar király (Habsburg–Lotaringiai-ház)            | 1797. január 22.  | 1817. november 5., Rio de Janeiro   | 1822. október 22., Rio de Janeiro férjét Brazília császárává kiáltják ki 1822. december 1., Rio de Janeiro koronázása | 1826. december 11. | 1826. december 11.  | I. Péter    |
|      |        | Beauharnais Amália császárné                                      | Eugène de Beauharnais, Leuchtenberg hercege, Jozefina francia császárné fia (Beauharnais-ház)                  | 1812. július 31.  | 1829. október 17., Rio de Janeiro   | 1829. október 17., Rio de Janeiro | 1831. április 7. férje lemondása | 1873. január 26.    | I. Péter    |
|      |        | Bourbon–Szicíliai Teréz császárné                                 | I. Ferenc nápoly–szicíliai király (Bourbon-ház, Capeting-ház)                                                  | 1822. március 14. | 1843. szeptember 4., Rio de Janeiro | 1843. szeptember 4., Rio de Janeiro | 1889. november 15. férje trónfosztása | 1889. december 28.  | II. Péter   |
|      |        | Orléans-i Gaston a régensnő férje majd a címzetes császárnő férje | Orléans-i Lajos, Nemours hercege, I. Lajos Fülöp francia király fia (Bourbon-ház Orléeans-i ága, Capeting-ház) | 1842. április 28. | 1864. október 15., Rio de Janeiro   | 1871. május 25. felesége Brazília régensévé válik 1876. március 20. felesége másodszor is Brazília régensévé válik 1887. június 30. felesége harmadszor is Brazília régensévé válik 1891. december 5. felesége címzetes császárnővé válik | 1872. március 31. felesége lemond Brazília régensének címéről 1876. szeptember 25. felesége másodszor is lemond Brazília régensének címéről 1888. augusztus 22. felesége harmadszor is lemond Brazília régensének címéről 1921. november 14. felesége halála | 1922. augusztus 28. | I. Izabella |